# مصرف الراجح الإسلامي للاستثمار والتمويل
مصرف الراجح الإسلامي للاستثمار والتمويل مصرف عراقي أهلي أُسس عام 2017، يبلغ رأس المال للمصرف 250 مليار دينار.